# Bracon tricoloratus
Bracon tricoloratus är en stekelart som beskrevs av Vladimir Ivanovich Tobias 2000. Bracon tricoloratus ingår i släktet Bracon och familjen bracksteklar. Inga underarter finns listade.